# 631 Philippina
631 Philippina è un asteroide della fascia principale del diametro medio di circa 57,65 km. Scoperto nel 1907, presenta un'orbita caratterizzata da un semiasse maggiore pari a 2,7908700 UA e da un'eccentricità di 0,0852823, inclinata di 18,93277° rispetto all'eclittica.
Il suo nome è in onore di Philipp Kessler, un amico dello scopritore.